# Лодойнш
Лодойнш (порт. Lodões; МФА: [ɫu.ˈdõjʃ]) — парафія в Португалії, у муніципалітеті Віла-Флор. Розташована в північно-східній частині країни, на теренах історичної португальської провінції Трансмонтана. Входить до складу округу Браганса. За адміністративним поділом, чинним до 1976 року, терени парафії були складовою провінції Трансмонтана і Верхнє Дору. Належить до Брагансько-Мірандської діоцезії Католицької церкви. Патрон — святий Яків. Площа — 10,8705 км². Населення — 100 ос. (2011). Слабо урбанізований регіон. Густота населення — 9,2 осіб/км²
. Код — 041006.

## Населення
| Кількість мешканців | Кількість мешканців | Кількість мешканців | Кількість мешканців | Кількість мешканців | Кількість мешканців | Кількість мешканців | Кількість мешканців | Кількість мешканців | Кількість мешканців | Кількість мешканців | Кількість мешканців | Кількість мешканців | Кількість мешканців | Кількість мешканців |
| ------------------- | ------------------- | ------------------- | ------------------- | ------------------- | ------------------- | ------------------- | ------------------- | ------------------- | ------------------- | ------------------- | ------------------- | ------------------- | ------------------- | ------------------- |
| 1864                | 1878                | 1890                | 1900                | 1911                | 1920                | 1930                | 1940                | 1950                | 1960                | 1970                | 1981                | 1991                | 2001                | 2011                |
| 190                 | 178                 | 185                 | 178                 | 180                 | 147                 | 200                 | 265                 | 290                 | 310                 | 173                 | 235                 | 187                 | 142                 | 100                 |